# Youssra Karim
Youssra Karim (in arabo يسرى كريم‎?; El Jadida, 26 marzo 1997) è un'atleta paralimpica marocchina classificata F41 (atleti di bassa statura) e specializzata nel getto del peso e nel lancio del disco.

## Biografia
Nel 2016 prende parte ai Giochi paralimpici di Rio de Janeiro, dove si classifica quarta nel getto del peso F41, posizione in classifica che otterrà anche ai campionati mondiali paralimpici di Londra 2017. Nel 2019 è nuovamente quarta ai campionati mondiali paralimpici di Dubai, dove riesce anche a conquistare la medaglia d'argento nel lancio del disco F41.
Nel 2021 torna a calcare le pedane ai Giochi paralimpici di Tokyo, classificandosi quinta nel getto del peso F41 e conquistando la medaglia d'argento nel lancio del disco F41. Ai campionati mondiali paralimpici di Parigi 2023 è nuovamente medaglia d'argento nel lancio del disco F41. Lo stesso anno è anche doppia medaglia d'oro nelle gare paralimpiche dei Giochi della Francofonia, nel getto del peso F41 e lancio del disco F40-41.
Nel 2024 partecipa ai campionati mondiali paralimpici di Kobe, dai quali rientra con al collo la medaglia d'oro nel lancio del disco F41 e il nuovo record di categoria della manifestazione pari a 37,34 m.

## Progressione
Statistiche ricavate da paralympic.org/athletics/rankings (al 17 agosto 2024).

### Getto del peso F41
| Stagione | Misura | Luogo      | Data       | Rank. Mond. |
| -------- | ------ | ---------- | ---------- | ----------- |
| 2024     | 9,07 m | Tunisi     | 07-03-2024 | 7ª          |
| 2023     | 8,97 m | Leverkusen | 2-6-2023   | 6ª          |
| 2022     | 8,99 m | Marrakech  | 15-9-2022  | 5ª          |
| 2021     | 9,92 m | Dubai      | 13-2-2021  | 3ª          |
| 2020     | 8,88 m | Marrakech  | 27-2-2020  | 3ª          |
| 2019     | 9,06 m | Dubai      | 14-11-2019 | 5ª          |
| 2018     | 8,30 m | Marrakech  | 26-4-2018  | 3ª          |
| 2017     | 8,41 m | Marrakech  | 4-5-2017   | 4ª          |
| 2016     | 8,16 m | Berlino    | 16-7-2016  | 3ª          |

### Lancio del disco F41
| Stagione | Misura  | Luogo     | Data       | Rank. Mond. |
| -------- | ------- | --------- | ---------- | ----------- |
| 2024     | 37,66 m | Tunisi    | 5-3-2024   | 1ª          |
| 2023     | 35,67 m | Marrakech | 11-3-2023  | 2ª          |
| 2022     | 37,03 m | Parigi    | 9-6-2022   | 1ª          |
| 2021     | 37,35 m | Tokyo     | 1-9-2021   | 2ª          |
| 2020     | 31,85 m | Marrakech | 27-2-2020  | 1ª          |
| 2019     | 33,59 m | Dubai     | 12-11-2019 | 2ª          |
| 2018     | 23,49 m | Marrakech | 28-4-2018  | 8ª          |
| 2017     | 15,06 m | Marrakech | 6-5-2017   | 13ª         |
| 2016     | 13,71 m | Berlino   | 17-7-2016  | 16ª         |

## Palmarès
| Anno | Manifestazione                       | Sede           | Evento                  | Risultato | Prestazione | Note                          |
| ---- | ------------------------------------ | -------------- | ----------------------- | --------- | ----------- | ----------------------------- |
| 2016 | Giochi paralimpici                   | Rio de Janeiro | Getto del peso F41      | 4ª        | 8,16 m      | Miglior prestazione personale |
| 2017 | Campionati mondiali paralimpici      | Londra         | Getto del peso F41      | 4ª        | 8,19 m      |                               |
| 2019 | Campionati mondiali paralimpici      | Dubai          | Getto del peso F41      | 4ª        | 9,06 m      | Miglior prestazione personale |
| 2019 | Campionati mondiali paralimpici      | Dubai          | Lancio del disco F41    | Argento   | 33,59 m     | Miglior prestazione personale |
| 2021 | Giochi paralimpici                   | Tokyo          | Getto del peso F41      | 5ª        | 8,99 m      |                               |
| 2021 | Giochi paralimpici                   | Tokyo          | Lancio del disco F41    | Argento   | 37,35 m     | Miglior prestazione personale |
| 2023 | Campionati mondiali paralimpici      | Parigi         | Lancio del disco F41    | Argento   | 35,42 m     |                               |
| 2023 | Giochi della Francofonia             | Kinshasa       | Getto del peso F40-41   | Oro       | 8,90 m      |                               |
| 2023 | Giochi della Francofonia             | Kinshasa       | Lancio del disco F40-41 | Oro       | 35,65 m     |                               |
| 2024 | Campionati mondiali paralimpici 2024 | Kōbe           | Lancio del disco F41    | Oro       | 37,34 m     | Record dei campionati         |
| 2024 | Giochi paralimpici                   | Parigi         | Lancio del disco F41    | Argento   | 36,46 m     |                               |